# Гречишкина (вулкан)
Гречишкина — потухший вулкан на водоразделе Срединного хребта на полуострове Камчатка, Россия.
Вулкан расположен в верховьях реки Кевенэйваям (приток реки Левой Начики). Форма вулкана представляет собой пологий щит, на вершине которого располагается шлаковой конус. На вершине конуса располагается кратер диаметром 400 м, дно которого заполнено озером. В географическом плане вулканическое сооружение в значительной мере перекрыта вулканами Снежным и Кевенэй, площадь — 30 км², объем изверженного материала 15 км³. Абсолютная высота — 1773 м (1651 м на современных картах), относительная — около 700 м.
Вулкан сложен в основном лавовыми потоками. Состав продуктов извержений представлен базальтами. Деятельность вулкана относится к современному (голоценовому) периоду.
Вулкан входит в группу северного вулканического района, срединного вулканического пояса.